# Chinese steppegaai
De Chinese steppegaai (Podoces biddulphi) is een zangvogel uit de familie Corvidae (kraaien). De vogel werd in 1874 door Allan Octavian Hume beschreven en vernoemd naar de natuuronderzoeker en militair in Britse koloniale dienst,  John Biddulph.

## Verspreiding en leefgebied
Deze soort is endemisch in noordwestelijk China.

## Status
De grootte van de populatie is in 2011 geschat op 8200-13.400 volwassen vogels. Aangenomen wordt dat de populatie langzaam achteruitgaat door habitatverlies. Op de Rode lijst van de IUCN heeft deze soort daarom de status gevoelig.